# Засеново
Засеново — деревня в Куньинском районе Псковской области России. Входит в состав Жижицкой волости.

## География
Расположена в 1 км к западу от волостного центра, деревни Жижица, на южном побережье озера Кадосно.

## Население
| 2001 | 2002 | 2010 |
| ---- | ---- | ---- |
| 98   | ↘69  | ↘56  |

Численность населения деревни по оценке на начало 2001 года составляла 98 жителей.

## Инфраструктура
Основные социальные объекты находятся в центре волости — д. Жижица.

## Транспорт
Ближайшая железнодорожная станция — Жижица на линии Москва — Волоколамск — Ржев — Великие Луки — Рига.

## Известные уроженцы
- Стрелков, Николай Михайлович (1916—1997) — Герой Советского Союза.